# Telipogon helleri
Telipogon helleri är en orkidéart som först beskrevs av Louis Otho Otto Williams, och fick sitt nu gällande namn av Norris Hagan Williams och Robert Louis Dressler. Telipogon helleri ingår i släktet Telipogon och familjen orkidéer.
Artens utbredningsområde är Nicaragua. Inga underarter finns listade i Catalogue of Life.